# 1002
1002 (MII) var ett normalår som började en torsdag i den julianska kalendern.

## Händelser

### November
- 13 november – Den engelske kungen Ethelred II beordrar att alla danskar i England skall dödas.[1]

### Okänt datum
- Brian Boru får makten på Irland och antar titeln High King.
- Krig utbryter mellan den bysantinske kejsaren Basil II och den bulgariske tsaren Samuil.
- Henrik II efterträder Otto II som tysk kung.
- Genom en ny grupp nybyggare, drabbar en epidemi vikingakolonin på Grönland.
- Danagäld betalas för första gången.

## Födda
- 21 juni – Leo IX, född Bruno d'Eguisheim-Dagsbourg, påve 1049–1054.

## Avlidna
- 23 januari – Otto III, tysk-romersk kejsare från 996.[1]
- 8 augusti – Al-Mansur, chefsminister i umayyadkalifatet i Córdoba.
- 15 oktober – Otto-Henry, hertig av Burgund.
- 13 november
  - Gunhild Haraldsdatter, dansk prinsessa, mördad.
  - Pallig Tokesen, dansk hövding, mördad.
- Boleslaus III, hertig av Böhmen.
- Aelgifu av York, drottning av England från sedan 980-talet (gift med Ethelred den villrådige) (död omkring detta år)

### Fotnoter
1. 1 2  ”Chronology of World History”. Arkiverad från originalet den 12 oktober 2011. https://www.webcitation.org/62NLU2AIL?url=http://www.islandnet.com/~KPOLSSON/worldhis/wor1000.htm. Läst 18 juli 2011.